# Reid Hoffman
Reid Hoffman (nacido el 5 de agosto de 1967) es un empresario estadounidense, inversor de riesgo y autor. Hoffman es conocido por ser cofundador de LinkedIn, red social utilizada principalmente para establecer relaciones comerciales y buscar empleo.

## Infancia y estudios
Hoffman nació en Stanford, California, hijo de Deanna Ruth Rutter y William Parker Hoffman, Jr., y creció en Berkeley, California. Su tatarabuelo paterno fue el pastor presbiteriano y presidente provisional de la Universidad de Indiana Theophilus Adam Wylie. Fue al instituto en The Putney School, donde preparó sirope de arce, arreó ganado y estudió epistemología. Se graduó en la Universidad de Stanford en 1990 (donde consiguió una beca Marshall y un premio Dinkelspiel), donde obtuvo una Licenciatura en Ciencias en Sistemas Simbólicos y Ciencia Cognitiva. Siguió estudiando para conseguir un máster en Filosofía en la Universidad de Oxford en 1993.
Hoffman dice que en la facultad llegó a la convicción de que quería intentar llegar a tener trascendencia a nivel mundial. Vio el entorno académico como una oportunidad de tener “trascendencia”, pero más tarde se dio cuenta de que una carrera empresarial le proporcionaría una plataforma con mucha más repercusión. “Cuando me gradué en Stanford, mis plan era llegar a ser profesor e intelectual público. No se trata de citar a Kant, se trata de abrirle los ojos a la sociedad y preguntar '¿quién somos?' y '¿quién debemos ser, como individuos y como sociedad? ' Pero me di cuenta de que los académicos escriben libros que leen 50 o 60 personas y yo tenía que tener un impacto mayor”.
Teniendo en mente esa idea, Hoffman realizó la carrera de Administración de empresas e iniciativa empresarial. Hoffman se unió a Apple Computer en 1994, donde trabajó en eWorld, un primer intento de crear una red social. AOL adquirió eWorld en 1996. Más tarde, Hoffman trabajó en Fujitsu antes de cofundar su primera compañía, SocialNet.com en 1997. Se centraba principalmente en “realizar citas online y emparejar a gente con intereses similares, como jugadores de golf que buscasen compañeros de partida en su vecindario”. Peter Thiel ha dicho que SocialNet.com fue “literalmente una idea adelantada a su tiempo. Era una red social 7 u 8 años antes de se que se pusiera de moda”.

## PayPal
Estando en SocialNet, Hoffman fue miembro de la junta directiva que creó PayPal, un servicio electrónico de transmisión de dinero. En enero de 2000, dejó SocialNet y comenzó a trabajar para PayPal a jornada completa como director de operaciones de la compañía.[] Allen Blue, a quien Hoffman contrató en PayPal, dijo que “PayPal tuvo que abrirse paso con gran esfuerzo y luchar por cada ventaja que conseguía, y Reid se convirtió en un experto a la hora de competir de forma eficaz en un entorno extremadamente competitivo”.[] Era responsable de todas las relaciones externas de PayPal, incluyendo la infraestructura de pagos (VISA, MasterCard, ACH, WellsFargo), desarrollo empresarial (eBay, Intuit, otras), relaciones gubernamentales (de legislación, judiciales), y legal. Peter Thiel, el jefe de Hoffman en PayPal ha dicho que “era el bombero en jefe en PayPal. Todo ello, pese a que su papel se veía atenuado porque había muchos, muchos fuegos”.[]
Cuando eBay adquirió PayPal por 1.500 millones de dólares en 2002, era vicepresidente ejecutivo de PayPal.

## LinkedIn
Hoffman cofundó LinkedIn en diciembre de 2002 con sus antiguos compañeros de SocialNet (incluyendo a Allen Blue), un antiguo compañero de facultad y antiguo compañero de sus días en Fujitsu. [] Comenzó su andadura el 5 de mayo de 2003 como una de las primeras redes sociales en línea orientada en el mundo empresarial.[] Peter Thiel y Keith Rabois, compañeros de Hoffman en PayPal, invirtieron en LinkedIn.[] En noviembre de 2012, LinkedIn tenía más de 187 millones de usuarios registrados en más de 200 países y territorios.[.] La web permite a los usuarios registrados mantener una lista de datos de contacto de personas con las que tienen algún nivel de relación, llamadas “Conexiones”. Los usuarios pueden invitar a cualquiera (sea usuario de la web o no) para poder ser una conexión. Según Forbes, “LinkedIn es, con mucho, la herramienta de red social disponible a la que pueden sacar más provecho los que busquen empleo y los
profesionales del mundo de los negocios a día de hoy”.[]
Fue el director ejecutivo fundador de LinkedIn durante los primeros cuatro años antes de ser presidente de la junta directiva y presidente en febrero de 2007. En mayo de 2007, LinkedIn celebró su primer año de beneficios.[] Hoffman fue elegido presidente ejecutivo en junio de 2009.[] Con la salida a bolsa de LinkedIn el 19 de mayo de 2011, Hoffman posee una participación valorada en 2.340 millones de dólares, sin incluir ningún posible beneficio de Greylock Partners, donde fue nombrado socio en 2009.[] Hoffman cree que mucha gente sigue sin saber utilizar el servicio que ofrece ni la posibilidad de que LinkedIn les ayude. En agosto de 2012, mientras estaba hablando con Sarah Lacy, Hoffman dijo que “hay que pensar de forma proactiva sobre cómo utilizar una herramienta que te permite moverte por distintos caminos por los que nunca antes has ido y, a la mayoría de la gente, eso es algo que no se le da bien”. [cita necesaria]

## Inversiones
Tras la venta PayPal a eBay, Hoffman se convirtió en unos de los inversores privados más prolíficos y exitosos de Silicon Valley. Según el capitalista de riesgo David Sze, Hoffman “se puede decir que es el inversor privado con más éxito durante la década pasada”.[] Dave Goldberg, director ejecutivo de SurveyMonkey, dice que Hoffman “es la persona con quien quieres hablar cuando estás creando una compañía”.[] Realizó 80 inversiones privadas en empresas tecnológicas. En 2010, Hoffman se unió a Greylock Partners y dirigen su negocio de 20 millones de dólares Discovery Fund.[] Las áreas en las que se centra en Greylock son consumidores y servicios, software empresarial, Internet como medio de consumo, empresa 2.0, móvil, juegos sociales, mercados en línea, pagos y redes sociales.[]

## Facebook
Según el libro de David Kirkpatrick, “The Facebook Effect”, Hoffman concertó la primera cita entre Mark Zuckerberg y Peter Thiel, que tuvo como resultado la inversión inicial de Thiel en la compañía de 500.000 $. Hoffman invirtió junto a Thiel en la primera fase de financiación de Facebook. [][]

## Zynga
Hoffman invirtió personalmente y se unió a la junta directiva en la financiación inicial de Zynga. Hoffman y el director ejecutivo de Zynga, Mark Pincus, son copropietarios de Six Degrees Patent.[] Zynga es actualmente una compañía cotizada en bolsa y que cuenta con una capitalización en el mercado de 2.480 millones de dólares en agosto de 2012.[]

## Otras inversiones
Entre sus otras inversiones se incluyen Wikia, Permuto, SixApart, thesixtyone, Tagged, IronPort, Flickr, Digg, Ping.fm, , Care.com, Knewton, Kongregate, Last.fm, Tec, OneKingsLane, Wrapp, Edmodo, Vendio y shopkick.[]
Hoffman es conocido en Silicon Valley como una persona que ha pasado por todos los puestos. Ha sido encargado de producción  (y ejecutivo en una empresa de descomunal crecimiento (PayPal), inversor privado, inversor institucional, fundador y director ejecutivo de una empresa de capital riesgo (LinkedIn) y miembro independiente de una junta directiva tanto de empresas pública como privadas.

## Trabajo intelectual público
Hoffman acude frecuentemente al World Economic Forum en Davos, Suiza, y asistió a las Bilderberg Meetings en 2011 y 2012.[] []
Hoffman coorganiza “The Weekend To Be Named Later”, “una reunión de amigos con ambición inspirada por Ben Franklin, para intentar crear ideas sobre cómo cambiar el mundo”.[] Ha hablado en la conferencia del Xprize Fonudation y en la conferencia TED en Long Beach en 2012. Es conferenciante habitual en la Universidad de Stanford, la Universidad de Oxford, la Universidad de Harvard, el MIT Media Lab y otros. Ha aparecido en “The Charlie Rose Show”, en “Global Public Square” de Fareed Zakaria en la CNN y otros programas de televisión actuales.

## Escritor
Hoffman escribió una columna de opinión en el Washington Post en 2009, titulada “Let Startups Bail Us Out” (“Dejemos que las empresas nuevas nos echen una mano”).[] Ha escrito sobre Strategy+Business en redes sociales, y es un “gurú” en LinkedIn, donde publica escritos originales.[]
Hoffman es coautor, junto a Ben Casnocha, del libro sobre el mundo de los negocios “El mejor negocio eres tú: Adáptate al futuro, invierte en ti mismo e impulsa tu carrera”.[] El libro salió a la venta en los Estados Unidos el 14 de febrero de 2012. Sostiene que las personas deben pensar que ellas mismas son su negocio, “los directores ejecutivos de su propia trayectoria”, y establece diversos paralelismos entre lecciones aprendidas de las historias de éxito de empresas tecnológicas de Silicon Valley como una carrera profesional individual.[] En septiembre de 2012 había vendido más de 100.000 copias. [42] Se convirtió en un best seller tanto en el New York Times como en el Wall Street Journal.[43] [44]
Publisher´s Weekly realizó una crítica positiva del libro, manifestando que “con una gran cantidad de valiosos consejos de utilidad en cualquier etapa profesional, este libro ayudará a los lectores no solo a sobrevivir a nivel profesional en momentos de incertidumbre, sino a destacar sobre los demás y prosperar”. [45] The Economist dijo que “Hoffman y Casnocha realizan diversas observaciones inteligentes sobre los cambios en el mundo laboral”.[46]

## Labor Filantrópica
Jeff Weiner, director ejecutivo de LinkedIn, ha manifestado que “el objetivo real de Reid es tener un impacto positivo y duradero en el mundo, en una forma que tenga gran calado”.[47] Trabaja en la junta directiva de Do Something (organización para que los jóvenes pasen a la acción), Kiva.org (organización dedicada a las microfinanzas), Mozilla (creadora de Firefox), el Exploratorium (museo de ciencias, arte y sobre la percepción humana) [1] y Endeavor Global, organización sin ánimo lucro para el desarrollo internacional tiene como misión descubrir y apoyar a emprendedores en mercados emergentes. Hoffman apoya también QuestBridge.

## Distinciones y premios
En mayo de 2012, Hoffman ocupó el tercer puesto en la Forbes Midas List de los mejores inversores tecnológicos.[48] Forbes describió a Hoffman como “el súperinversor de Silicon Valley”, y dijo que Hoffman “había participado en la creación de casi todas las nuevas empresas sociales lucrativas”.[48]
En 2012, Newsweek y The Daily Beast realizaron su primera "Digital Power Index," (“Índice de Poder Digital”), una lista de las 100 personas más significativas en el mundo digital del año (además de 10 ganadores de premios por “reconocimiento a toda una vida”) y Hoffman obtuvo la 3.ª posición en la categoría de “inversores”.[49]
Reid Hoffman y Jeff Weiner de LinkedIn compartieron el premio Ernst and Young U.S. al empresario del año en 2011.[50]
En 2010, Reid Hoffman fue considerado el n.º17 en la lista Fast Company que integra a las 100 personas más creativas en el mundo de los negocios.[51]
Hoffman, junto con Salman Khan, de Khan Academy, obtuvo un reconocimiento por parte de World Affairs Council y Global Philanthropy Forum en 2012. El consejo reconoce y premia la los líderes destacados que han producido y seguirán teniendo importancia en relación con los cambios sociales mediante sus empresas privadas y la acción social. Los premios en 2012 se dedicaron a celebrar innovaciones tecnológicas que han tenido impacto social.[52]
Hoffman recibió en 2012 Medalla al mérito David Packard, concedida por sus contribuciones y avances en la industria de la alta tecnología, su comunidad y la humanidad.[53]